# ウィリアム・ロロ (第9代ロロ卿)
第9代ロロ卿ウィリアム・ロロ（英語: William Rollo, 9th Lord Rollo、1809年5月28日 – 1852年10月8日）は、スコットランド貴族。

## 生涯
第8代ロロ卿ジョン・ロロとアグネス・グリッグ（Agnes Grigg、1855年2月3日没、ウィリアム・グリッグの娘）の次男（長男ジェームズは早世）として、1809年5月28日に生まれた。
1827年にコルネットとして第1王立竜騎兵連隊に入隊、1831年に中尉に昇進した後、1834年に軍務から引退した。
1834年10月21日、エリザベス・ロジャーソン（Elizabeth Rogerson、1836年6月10日没、ジョン・ロジャーソンの娘）と結婚、1男を儲けた。
- ジョン・ロジャーソン（1835年 – 1916年） - 第10代ロロ卿、初代ダニング男爵、子供あり

1846年12月24日に父が死去すると、ロロ卿の爵位を継承した。その後、1847年から1852年までスコットランド貴族代表議員を務め、1852年10月8日に死去した。息子ジョン・ロジャーソンが爵位を継承した。